# Diacamma purpureum
Diacamma purpureum är en myrart som först beskrevs av Smith 1863.  Diacamma purpureum ingår i släktet Diacamma och familjen myror. Inga underarter finns listade i Catalogue of Life.